# 東野幸治のナイモノネダリ
『東野幸治のナイモノネダリ』（ひがしのこうじのナイモノネダリ）とは、2014年2月4日から3月25日までTBS系列で放送されていた東野幸治司会のバラエティ番組である。

## 概要
同業者、境遇が似ている有名人が、自分が欲しい他人の能力を発表し語り合う。

## 主な出演者

### MC
- 東野幸治

### ナビゲーター
- コトブキツカサ

## 放送リスト
| # | 放送日              | テーマ                                     | ゲスト（スキルネダリスト）                  |
| - | ------------------- | ------------------------------------------ | ------------------------------------------- |
| 1 | 2014年2月4日        | お笑いタレントが欲しい、あの人のあのスキル | 中山秀征 光浦靖子 ケンドーコバヤシ 小籔千豊 |
| 2 | 2月18日             | お笑いタレントが欲しい、あの人のあのスキル | 中山秀征 光浦靖子 ケンドーコバヤシ 小籔千豊 |
| 3 | 2月25日             | 俳優が欲しい、あの人のあのスキル           | 石田純一 宮川一朗太 モロ師岡 六角精児       |
| 4 | 3月4日              | 俳優が欲しい、あの人のあのスキル           | 石田純一 宮川一朗太 モロ師岡 六角精児       |
| 5 | 3月11日             | 実力派女子アナが欲しい、あの人のあのスキル | 木佐彩子 近藤サト 松本志のぶ 渡辺真理       |
| 6 | 3月18日             | 実力派女子アナが欲しい、あの人のあのスキル | 木佐彩子 近藤サト 松本志のぶ 渡辺真理       |
| 7 | 3月25日 （1時間SP） | スポーツ選手が欲しい、あの人のあのスキル   | 織田信成 竹下佳江 福田正博 元木大介         |

## ネット局
| 放送対象地域 | 放送局                | 系列    | 放送期間                      | 放送日時                     | 遅れ       |
| ------------ | --------------------- | ------- | ----------------------------- | ---------------------------- | ---------- |
| 関東広域圏   | TBSテレビ（TBS）      | TBS系列 | 2014年2月4日 - 2014年3月25日  | 火曜 23:58 - 翌0:28          | 製作局     |
| 山形県       | テレビユー山形（TUY） | TBS系列 | 2014年2月4日 - 2014年3月25日  | 火曜 23:58 - 翌0:28          | 同時ネット |
| 福島県       | テレビユー福島（TUF） | TBS系列 | 2014年2月4日 - 2014年3月25日  | 火曜 23:58 - 翌0:28          | 同時ネット |
| 新潟県       | 新潟放送（BSN）       | TBS系列 | 2014年2月4日 - 2014年3月25日  | 火曜 23:58 - 翌0:28          | 同時ネット |
| 長野県       | 信越放送（SBC）       | TBS系列 | 2014年2月4日 - 2014年3月25日  | 火曜 23:58 - 翌0:28          | 同時ネット |
| 中京広域圏   | 中部日本放送（CBC）   | TBS系列 | 2014年2月4日 - 2014年3月25日  | 火曜 23:58 - 翌0:28          | 同時ネット |
| 静岡県       | 静岡放送（SBS）       | TBS系列 | 2014年2月5日 - 2014年3月25日  | 火曜 23:58 - 翌0:28          | 同時ネット |
| 宮城県       | 東北放送（TBC）       | TBS系列 | 2014年5月1日 - 2014年6月12日  | 木曜 0:43 - 1:13（水曜深夜） | 86日遅れ   |
| 石川県       | 北陸放送（MRO）       | TBS系列 | 2014年5月1日 - 2014年6月12日  | 木曜 23:53 - 翌0:23          | 86日遅れ   |
| 福岡県       | RKB毎日放送（RKB）    | TBS系列 | 2014年4月21日 - 2014年5月25日 | 日時不定                     | 61日遅れ   |

単発・不定期放送
- あいテレビ（itv）
  - 2014年4月15日(#5 23:53 - 翌0:23)、22日(#6 23:53 - 翌0:23)に放送。
- 毎日放送（MBS）
  - 2014年4月20日(#3,4 0:58 - 1:58)、27日(#5,6 0:58 - 1:58)、5月4日(#7 0:58 - 1:58)に放送。
- 南日本放送（MBC）
  - 2014年5月1日(#3 0:05 - 0:35)、5月2日(#4 0:05 - 0:35)、18日(#5,6 10:30 - 11:30)、6月7日(#7 15:00 - 16:00)に放送。

## 主なスタッフ
- ナレーション：よのひかり
- 構成：興津豪乃、矢野了平、戸田倫彰、塚本翔太
- TM：山下直
- TD：江浦友樹（エヌエスティ）
- VE：菅沼智博
- CAM：荻野祐也
- MIX：稲津貴之、宇野仁美
- 照明：鈴木英敏（TLC）
- 美術プロデューサー・デザイン：齊藤傑
- 美術制作：朝川菜美
- 装置：相良比佐夫、中尾了輔
- メカシステム：庄子泰広
- アクリル装飾：青木剛
- 音響効果：フリーダム・オブ・ザック
- MA：的池将
- 編集：美田愼太郎
- CG：小倉ヨシヒロ
- TK：常藤直子
- 制作協力：Windie
- 編成：時松隆吉
- 宣伝：安倍由美
- デスク：石川素子
- 制作進行：森朋子
- AD：川崎隆博
- AP：水谷まなみ
- キャスティング：柳橋弘紀
- ディレクター：双津大地郎、藤野大作
- 総合演出・プロデューサー：平野亮一
- 制作：TBS

## 放送休止の事例
- 2014年2月11日放送分は「ソチオリンピック」の為休止。